# Schloss Jægerspris

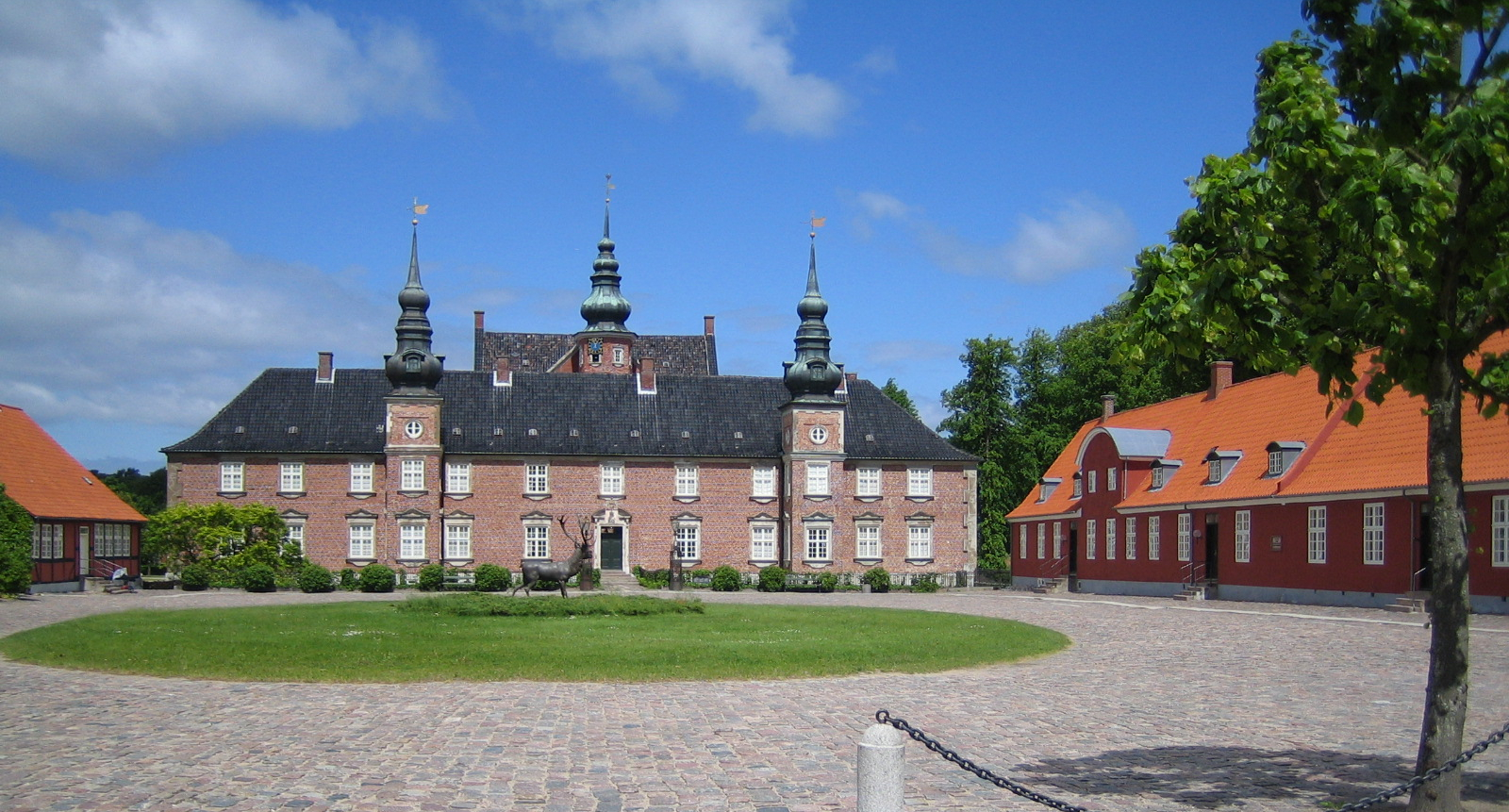
Schloss Jægerspris 2005

Schloss Jægerspris ist ein altes Jagdschloss in der Stadt Jægerspris auf der dänischen Insel Seeland, das zur Residenz des dänischen Königs Friedrich VII. von Dänemark und seiner morganatischen Gemahlin Louise Gräfin Danner wurde.

## Geschichte
Das Gut befand sich unter dem Namen Abrahamstrup seit dem Mittelalter im Besitz der Dänischen Krone. Es ist als Wohnsitz von König Erik Menved überliefert. Nachfolgende Generationen nutzten Abrahamstrup zumindest als Jagdsitz. Der nördliche Mittelbau des Schlosses mit heute fünf Achsen und drei Vollgeschossen geht in der Bausubstanz auf das alte Abrahamstrup zurück. Der Südflügel ist Ergebnis der Bautätigkeit von König Christian IV. Der siebeneckige Treppenturm stammt aus der gleichen Zeit. Um 1677 war das Schloss für die kurze Zeit von sechs Jahren Privatbesitz des Hofjägermeisters Vincent Hahn, der ihm den heutigen Namen auf das Lob des Jägers gab. Prinz Carl von Dänemark (1680–1729) stockte den Südflügel auf und fügte die Frontgiebel an. 1730 kam durch König Christian VI. der Ostflügel als Verbindungsbau hinzu. König Friedrich V. erhielt Jægerspris 1743 noch als Kronprinz von seinem Vater zur Hochzeit mit seiner ersten Frau Louise von Großbritannien. Das Schloss wurde um den Nordflügel ergänzt. Die Bauarbeiten leitete 1745 der Baumeister Johann Adam Soherr, der auch die Eisenspitzen auf die drei Türme aufsetzte.
König Friedrich VII. erwarb Schloss Jægerspris am 21. April 1845 aus dem dänischen Krongut als Privateigentum und schenkte es seiner Mätresse Louise Rasmussen. Der dänische Hofmaler Johan Vilhelm Gertner hielt diese Szene als Porträt der beiden fest. Friedrich VII. machte das alte Jagdschloss der oldenburgischen Könige damit zur Privatresidenz. Später wurde es Witwensitz der Gräfin Danner. 1866, drei Jahre nach dem Tod Friedrichs, machte die Gräfin Teile des Schlosses der Öffentlichkeit zugänglich. Testamentarisch verfügte sie 1867 die Einrichtung einer wohltätigen Stiftung, die mit einem Kapitalsockel, 2000 Hektar Wald und 1600 Hektar Ackerland ausgestattet war.
Sehenswert sind im Schloss der Audienzsaal, das königliche Arbeitszimmer mit der Pfeifensammlung des Königs, das Turmzimmer, die Waffenkammer sowie das Kabinett der Gräfin. Die Einrichtung des Schlosses trägt ihre Handschrift und stellt ein Dokument des elegenten Geschmacks um 1850 dar.
Die Skulptur eines Hirschs im Großen Hof stammt von der Thorvaldsen-Schülerin Adelgunde Vogt (1811–1892).

## Frühgeschichte der Umgebung
In der Umgebung gingen König Friedrich V. und Erbprinz Friedrich ihren archäologischen Interessen nach. Beide gruben 1745 bzw. 1776 in der unmittelbaren Umgebung je ein Ganggrab der Steinzeit aus. Der Julianehøj wurde im Stil der französischen Parks zu einem Grabmal mit Gedenksäulen für nordische Könige des Altertums umgebaut. Auf das Grab wurde ein aus Norwegen stammender Runenstein gesetzt. Über dem Eingang ließ Prinz Friedrich eine Gedenktafel für seine Mutter Königin Juliane Marie anbringen.

## Park
Im Park verfolgte Erbprinz Friedrich seine Idee, ein Pantheon ähnlich wie im Schlosspark Fredensborg zu errichten. Er ließ für die Høegh-Guldbergs nationalhistoriske anlæg 54 Gedenksteine aufstellen, die von dem Bildhauer Johannes Wiedewelt bearbeitet und bedeutenden Persönlichkeiten Dänemarks gewidmet wurden. Am Roskilde-Fjord errichtete sich Friedrich eine Schweizerhütte, eine von nur dreien dieser Art in Dänemark. Im Park stehen auch die Flemløse-Steine.